# Буробкин, Иван Никифорович
Ива́н Ники́форович Буро́бкин (19 января 1936, с. Кремлево, Горловский район, Рязанская область — 29 октября 2009) — учёный в области экономики, организации и управления агропромышленного комплекса; доктор экономических наук (1987), профессор (1987), член-корреспондент РАСХН (1997); Заслуженный деятель науки Российской Федерации (1997).

## Биография
В 1959 г. окончил Московскую сельскохозяйственную академию им. К. А. Тимирязева. В 1959—1962 работал агрономом-плановиком колхоза «Память Ильича» (Крымский район Краснодарского края). В 1962—1966 учился в аспирантуре сельскохозяйственной академии (с перерывом в 1963—1964 гг., когда работал экономистом-консультантом на Кубе).
С 1966 г. работал во Всероссийском НИИ организации производства, труда и управления в сельском хозяйстве: младший (1966—1968), затем старший научный сотрудник, заведующий сектором (1968—1971), заведующий отделом экономики и организации производства в животноводстве (1971—1988, 1990—1991), заместитель директора по научной работе (1988—1990), первый заместитель директора, исполняющий обязанности директора (1992—2003), главный научный сотрудник (с 2003).

## Научная деятельность
Под его руководством и при непосредственном участии разработаны и внедрены в производство методики, методические рекомендации, проекты, руководства по вопросам нормирования и организации трудовых процессов, форм организации труда, рационализации рабочих мест, режимов труда и отдыха. Внес существенный вклад в организационно-экономическое проектирование животноводческих ферм, комплексов и научно-производственных систем; государственное регулирование производства животноводческой продукции. Является разработчиком ряда межотраслевых проблем, в том числе экономики и организации регионального аграрного рынка, формирования и функционирования продовольственных подкомплексов. Разрабатывал теоретические и методологические проблемы экономических интересов сельскохозяйственных товаропроизводителей, развитие отношений собственности и форм хозяйствования, организации крестьянских (фермерских) хозяйств и государственной поддержки.
Академик Российской академии предпринимательства (1989), Международной аграрной академии «Элита» (1999), член-корреспондент АЕН РФ (1994). Участник международных конференций и симпозиумов.
Автор более 200 научных трудов, из них 20 монографий.

### Избранные труды
- Трудовые коллективы в животноводстве. — М.: Россельхозиздат, 1982. — 197 с.
- Организационно-производственные структуры колхозов и совхозов / соавт.: В. Ф. Башмачников и др. — М.: Агропромиздат , 1987. — 351 с.
- Откорм скота на малой ферме: школа арендатора / соавт.: Д. Л. Левантин и др. — М.: Агропромиздат, 1990. — 128 с.
- Экономические интересы сельскохозяйственных товаропроизводителей / соавт.: А. И. Воропаев и др. — Ярославль: Изд-во Яросл. гос. с.-х. акад., 1998. — 346 с.
- Государственная поддержка крестьянских (фермерских) хозяйств / соавт. Т. Е. Кухлева. — Чебоксары, 2001. — 174 с.
- АПК Российского Черноземья: состояние, опыт, стратегия развития / соавт.: И. Ф. Хицков и др.; НИИ экономики и орг. АПК ЦЧР РФ и др. — Воронеж: Воронеж, 2003. — 608 с.
- Экономическая культура агропредприятия: теория и практика: учеб. пособие / соавт.: Ю. Р. Лутфуллин, Е. А. Попова; Всерос. НИИ экономики, труда и упр. в сел. хоз-ве. — Челябинск: Фрегат ВНИЭТУСХ, 2004. — 109 с.
- Рекомендации по интенсификации отраслей животноводства / Всерос. НИИ экономики, труда и упр. в сел. хоз-ве и др. — М., 2005. — 38 с.
- Конкурентоспособность в аграрной сфере АПК / соавт. : Б. Н. Казаринов и др.; Всерос. НИИ экономики, труда и упр. в сел. хоз-ве и др. — М. : РосАКО АПК, 2007. — 110 с.
- Инвестирование региональных программ развития аграрного производства: моногр. / соавт. О. А. Сидорова. — М.: Восход-А, 2008. — 131 с.
- Основы рыночной экономики: учеб. пособие / ФГОК ВПО «Рос. акад. кадрового обеспечения агропром. комплекса». — М.: РосАКО АПК, 2008. — 326 с.
- Рекомендации по формированию механизма оценки размещения отраслей животноводства / Всерос. НИИ экономики, труда и упр. в сел. хоз-ве. — М., 2009. — 62 с.

## Награды
- медаль «За доблестный труд. В ознаменование 100-летия со дня рождения Владимира Ильича Ленина» (1972)
- орден Дружбы народов (1986)
- Заслуженный деятель науки Российской Федерации (1997)
- медаль «В память 850-летия Москвы» (1997)
- золотая медаль им. А. В. Чаянова (2003)
- пять медалей ВДНХ.